# Thursania costigutta
Thursania costigutta is een vlinder uit de familie van de spinneruilen (Erebidae). De wetenschappelijke naam van de soort is voor het eerst geldig gepubliceerd in 1870 door Gottlieb August Wilhelm Herrich-Schäffer.